# PNG
 (енгл. Portable Network Graphics) је формат за растерске слике који  користи компресију без губитка. Смишљен је као побољшање и замена за GIF формат, као формат који није покривен патентом. PNG (што се, кажу творци треба читати пинг) тако стоји и за PNG's not GIF.
| Име          |                                                      |
| Екстензија   | .png                                                 |
| MIME         | image/png                                            |
| typecode     | PNGf                                                 |
| uniform type | public.png                                           |
| Врста        | Lossless битмап графички формат                      |
| Власник      | ПНГ Развојна група (донотовано W3C-u - конзорцијуму) |
| Проширено на | APNG, jng И MNG                                      |
| Стандард     | ISO 15948, IETF 2083                                 |

 (енгл. Portable Network Graphics)) је битмап графички формат који користи lossless компресију. ПНГ је створен како би побољшао и заменио ГИФ формат форматом који не треба патентирану дозволу (лиценцу) за кориштење. ПНГ се службено изговара "пинг" (изговор: // у ИФА), али се и често изговара једноставно пнг (пинг је мрежни алат). ПНГ подржава либпнг библиотека, платформски независна библиотека која садржи Ц функције за рад с ПНГ сликама.
ПНГ подржава слике засноване на палети (с палетом дефинисаном 24 битним РГБ бојама), грејскал (сивих тонова) слике и РГБ слике. ПНГ је замишљен као графички формат за размену преко интернета, а не за професионалну употребу, тако да не користи другачије шеме боја (као што је CMYK (cyan-mangenta-yellow-black)).
ПНГ датотеке у правилу увек користе екстензију PNG или png и додељен им је МИМЕ media type стандард image/png (одобрен 14. октобра 1996).

## Историја и развој
Потреба за стварањем ПНГ формата јавила се ране 1995,након што је Unisys најавио да ће софтверским патентом заштитити LZV алгоритам за компресију кориштен у сажимању ГИФ формата. Такође, рекурзивни акроним је, неслужбено, "PNG's Not Gif" (ПНГ није ГИФ) . За више информација о овој контроверзи, види GIF (Unisys and LZW patent enforcement). Такође, постојали су и други проблеми код ГИФ формата због којих је настала потреба за новим форматом, најзначајнија је ограниченост ГИФ формата на 256 боја у време када су рачунала, која су већ била у могућности приказати много више, била распрострањена. Иако ГИФ има могућност анимације, одлучено је да ће ПНГ бити једно-сликовни формат. Kompanija под називом МНГ је основана за анимацију. ПНГ је задобио додатну популарност у августу 1999, након што је Unisys укинуо своје патентне дозволе за развијаоце слободног и некомерцијалног софтвер-а.